# Paul Schneider (artiste)
Pour les articles homonymes, voir Paul Schneider et Schneider.
Paul Schneider, né le 5 mai 1927 à Sarrebruck et mort le 16 avril 2021, est un artiste allemand. Il est à l'origine du projet artistique Les Menhirs de l'Europe, situé sur la frontière franco-allemande, près de Launstroff en Moselle.